# メアリー・エンプレス
メアリー・エンプレス（Marie Empress, 1884年3月26日 – ?）は、イングランドの女優。無声映画や舞台に出演し、イギリスとアメリカ合衆国で活動していた。
1919年10月、乗船していた遠洋定期船(Ocean Liner)から姿を消した。1921年に死亡宣告がなされた。

## 生い立ち
1884年、イングランドのバーミンガムに生まれた。生誕時の名前は「メアリー・アン・ルイーザ・テイラー」(Mary Ann Louisa Taylor)。父親は請負業者であった。彼女は、自分は俳優エドマンド・キーン(Edmund Kean)の曾姪孫である、と主張することがあった。

## 女優として
イングランドにて舞台女優として活動を開始し、男装して出演したり、寄席演芸芝居にも出演した。1913年に上演された喜劇『The Little Cafe』にてブロードウェイにも出演し、映画女優としても活動した。
『Old Dutch』（1915年）、『The Stubbornness of Geraldine』（1915年）、『The Woman Pays』（1915年）、『Behind Closed Doors』（1916年）、『Sibyl's Scenario』（1916年）、『When We Were Twenty-One』（1915年）、『Love's Cross Roads』（1916年）、『The Chorus Girl and the Kid』（1916年）、『A Lesson from Life』（1916年）、『The Woman Redeemed』（1916年）、『The Girl Who Doesn't Know』（1916年）、『The Guilty Woman』（1919年）にも出演した。

## 私生活
1902年、歯科医のウィリアム・ホートン(William Horton)と結婚するも、1906年に別居し、1918年に法的に離婚が成立した。「熱愛」、薬物を服用していた疑い、身体には不可解な傷跡があり、激動の私生活を送った。
映画の中では、彼女は男性を色気で誑かそうとする役柄を演じる傾向にあった。映画の標題においては、劇中での役柄と、必ずしも本人自身の品性とを識別していたわけではなかった。

## 失踪

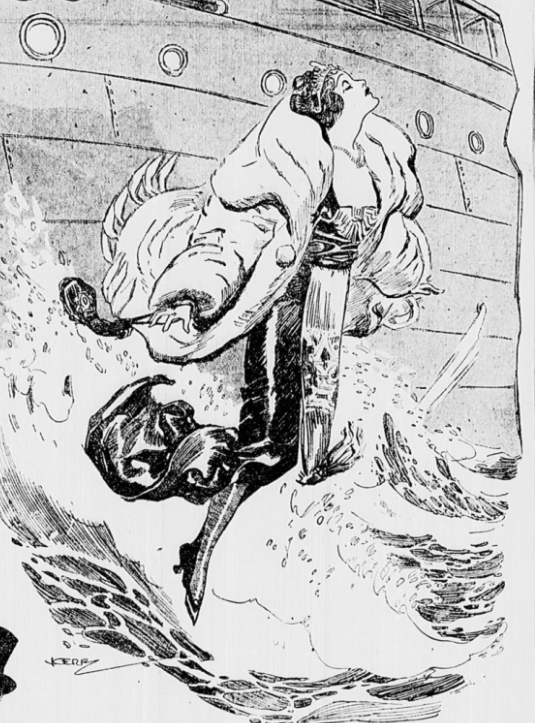
リッチモンド・タイムズに掲載された、メアリー・エンプレスの失踪を描いた挿絵（1919年11月16日）

1919年10月、キュナード(Cunard)の遠洋定期船『SS Orduña』に乗船していたエンプレスは姿を消した。彼女の姿が最後に目撃された場所は船内の特等室であり、ニューヨーク市に停泊する前日のことであった。同乗していた役者仲間は、エンプレスが常に顔をヴェールで覆っており、黒いドレスに身を包んでいたことに気付いていた。
彼女は「海に落ちて溺死した」と推測されているが、彼女がいつ死んだのかについては正確には分かっていない。
1919年10月30日付の『The Times』誌の報道では、日曜日の夜、エンプレスはグラス一杯の水を（誰かから）受け取った。その翌朝、彼女は船内の客室から姿を消しており、寝台が使われた形跡も無かったという。また、エンプレスは実際には死んでおらず、おそらくは売名行為の一環として、変装して下船したのではないか、との噂がしばらく続いた。
1921年11月、メアリー・エンプレスの死亡宣告がなされた。彼女の死亡推定日は、1919年10月25日か、それ以降であろう、とされた。

## 関連文献
- Samuel Fort, The Mysterious Miss Empress: Hollywood's Forgotten Film Vampire (Nisirtu Publishing 2019). ISBN 9781073396733

## 参考
1. 1 2  “Marie Empress” (英語). BFI. 2021年4月26日閲覧。
2. 1 2  “Marie Empress”. The Moving Picture World 30:  1808. (23 December 1916).
3. 1 2 3  “Mystery of Stateroom No. 480”. The Philadelphia Inquirer:  pp. 75. (1919年11月16日) 2021年4月26日閲覧。
4. ↑  Caryll, Ivan (1913) (英語). Klaw and Erlanger Present the New Musical Comedy "The Little Café". Chappell & Company Limited
5. ↑  “At the Bijou”. The Journal Times:  pp. 7. (1915年3月13日) 2021年4月27日閲覧。
6. 1 2 3  “Marie Empress a Strong Vampire Woman”. Albany Daily Democrat:  pp. 3. (1916年5月5日) 2021年4月26日閲覧。
7. ↑  “At the Hippodrome”. Fort Worth Star-Telegram:  pp. 4. (1915年4月5日) 2021年4月27日閲覧。
8. ↑  “Marie Empress Here Tuesday at Alamo 2”. The Atlanta Constitution:  pp. 3. (1916年2月13日) 2021年4月26日閲覧。
9. ↑  MacDonald, Margaret I. (23 December 1916). “The Girl Who Doesn't Know (review)”. The Moving Picture World 30:  1815.
10. ↑  “Guilty Woman—Flatbush”. Times Union:  pp. 10. (1919年6月22日) 2021年4月26日閲覧。
11. 1 2  “Actress Lost at Sea; Miss Marie Empress Vanishes from Cunard Liner”. The Times:  pp. 12. (1919年10月30日) 2021年4月27日閲覧。
12. ↑  “Disappears at Sea”. The Central New Jersey Home News:  pp. 1. (1919年11月6日) 2021年4月27日閲覧。
13. 1 2  "No. 32511". The London Gazette (英語). 8 November 1921. p. 8872.
14. ↑  “Is Missing Marie Hiding to Spring Hoax on Public?”. The Courier:  pp. 11. (1919年11月18日) 2021年4月26日閲覧。